# Ivan Šišman di Bulgaria
Ivan Šišman (in bulgaro Иван Шишман?; 1350 circa – Nicopoli, 3 giugno 1395) è stato zar dei Bulgari a Tarnovo dal 17 febbraio 1371 fino alla sua morte.

## Biografia
Ivan Šišman era figlio della seconda moglie del re Ivan Alessandro di Bulgaria, l'ebrea Sara. Nonostante che fosse il figlio più piccolo il padre lasciò a lui il trono, mentre al figlio più grande Ivan Stracimir (avuto dalla prima moglie, Teodora di Valacchia) lasciò la regione di Vidin. Questo creò discordia tra i due fratellastri e fu nefasto per la Bulgaria, facilitando ai turchi la sottomissione del paese. La capitale Veliko Tărnovo cadde nel 1393. Non si sa dove e come è morto Ivan Šišman. Secondo certi fonti a Samokov, combattendo eroicamente; secondo altri (fonti turche) - nelle prigioni di Filippopoli; secondo terzi - come ostaggio nella fortezza di Nicopoli.
Il patriarca di Costantinopoli Giuseppe II era suo figlio illegittimo.